# Comité exécutif de l'Organisation de libération de la Palestine
Le comité exécutif de l'Organisation de libération de la Palestine, en arabe : اللجنة التنفيذية لمنظمة التحرير الفلسطينية (al-Lajnah al-Tanfīdhīyah li-Munaẓẓamat al-Taḥrīr al-Filasṭīnīyah) est l'organe exécutif suprême de l'Organisation de libération de la Palestine (OLP). Il agit en tant que gouvernement de l'État de Palestine (en).

## Généralités
Selon Mahmoud Abbas, président de l'Autorité nationale palestinienne, « Le comité exécutif [de l'Organisation de libération de la Palestine] est le gouvernement de l'État de Palestine ». Selon la Résolution 67/19 de l'Assemblée générale des Nations unies le  comité exécutif de l'Organisation de libération de la Palestine, conformément à une décision du Conseil national palestinien, est investi des pouvoirs et des responsabilités du gouvernement provisoire de l'État de Palestine.
Le comité exécutif représente l'organisation au niveau international. Il représente le peuple palestinien, supervise les différents organes de l'OLP, exécute les politiques et les décisions du Conseil national palestinien (CNP) et du Conseil central palestinien (en), et gère les questions financières de l'OLP. Le comité exécutif se réunit dans les territoires palestiniens occupés ou à l'étranger. Le chef du CE (comité exécutif) est le président du comité exécutif de l'OLP (parfois appelé président), élu par le CNP. Mahmoud Abbas en est le président depuis la mort de Yasser Arafat en novembre 2004. 
Les membres du comité exécutif ont des responsabilités particulières, telles que les affaires militaires, les affaires étrangères, les finances et les affaires sociales, ce qui rend leur rôle similaire à celui de ministre d'un gouvernement national. Entre autres fonctions, le comité exécutif est impliqué dans la nomination des candidats au CNP, et lorsque les élections au CNP ne sont pas possibles, le comité exécutif peut nommer des membres du CNP.